# Звонкий велярный взрывной согласный
Звонкий велярный взрывной — часто встречающийся согласный звук во многих языках. Этот звук обозначается знаком ɡ в Международном фонетическом алфавите и g в системе X-SAMPA. В русском языке звонкий велярный взрывной согласный звук произносится как «г», например, в слове «где». Произносится глубже, нежели в английском слове «game».
- Место образования: Велярный
- Способ образования: Взрывной
- Тип фонации: Звонкий
- Шумный

## Примеры
| Язык       | Слово    | МФА         | Перевод                      | Примечания               |
| ---------- | -------- | ----------- | ---------------------------- | ------------------------ |
| Аварский   | гуро     | [guro]      | нет, не является, не имеется |                          |
| Английский | ɡame     | [ɡeim]      | игра                         | См. английскую фонологию |
| Русский    | где      | [ɡdjε]      |                              |                          |
| Агульский  | гаш      | [gaʃ]       | голод                        |                          |
| Чеченский  | гезгмаша | [gesgmaʃa]  | паутина                      |                          |
| Чувашский  | облигаци | [obli'gaʦi] | облигация                    | только в заимствованиях  |
| Лакский    | гай      | [gaj]       | они                          |                          |